# Phryne

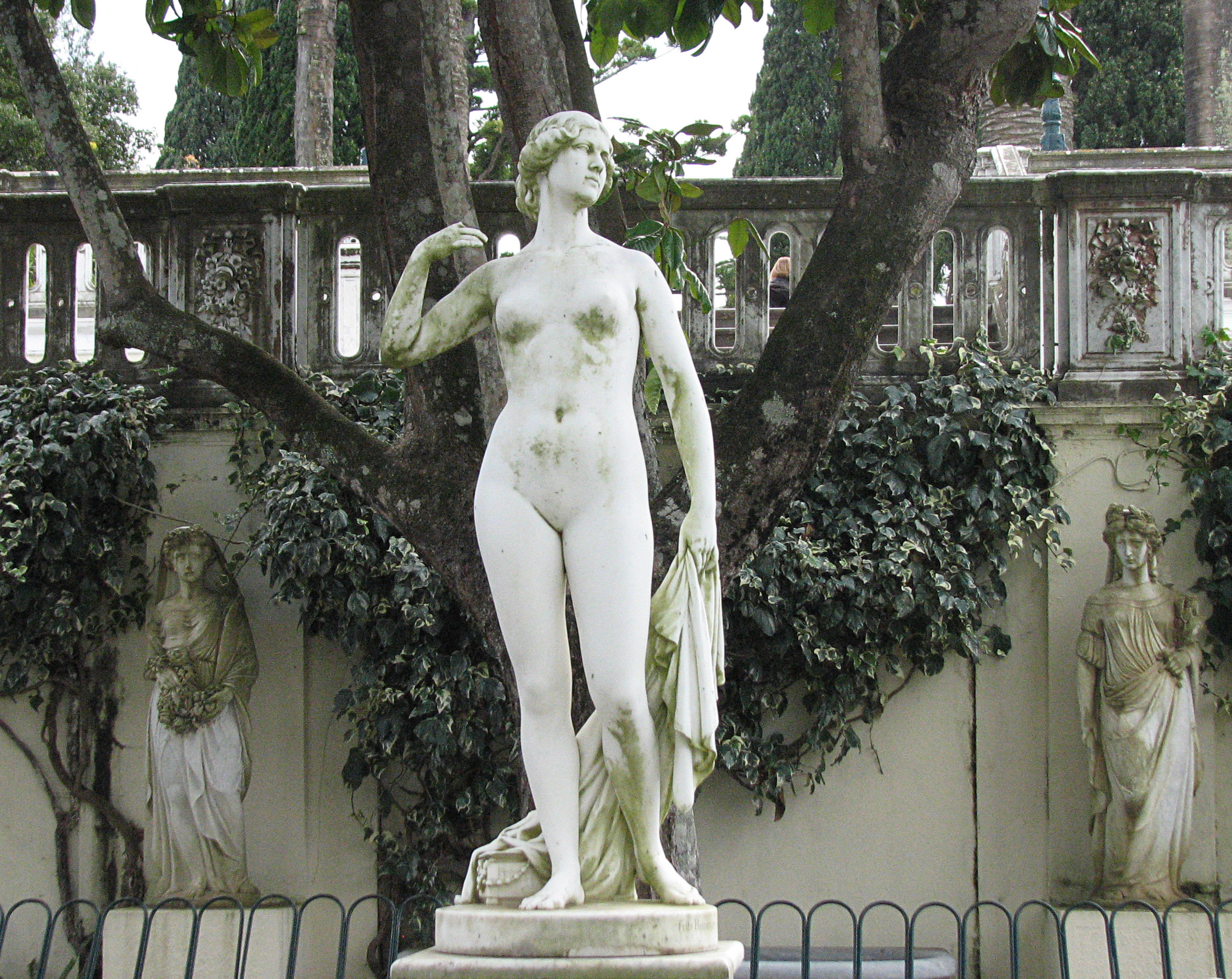
Phryne în grădina palatului Achilleion din Corfu

Phryne a fost o curtezană din Grecia Antică, celebră prin frumusețea corpului ei. A servit drept model marelui sculptor Praxitele pentru statuia zeiței Afrodita. De la Praxitele nu au rămas statui originale ale Afroditei. S-a păstrat numai o copie de pe timpul roman a celebrei statui Afrodita din Cnidos, care și așa este impresionantă prin gingășia și grația ei.
Cu ocazia afacerii Hermocopizilor, - în care tineri cheflii și tinere, într-o noapte, fiind beți, au mutilat statuile lui Hermes ce se găseau pe străzile Atenei - Phryne a fost și ea implicată în acest proces de sacrilegiu, în care pedeapsa cerută era moartea. Phryne a fost apărată de faimosul orator Hyperides și achitată numai grație frumuseții ei deosebite. Cea mai cunoscuta varianta a procesului ei este insa aceea legată de impietatea de care a fost acuzată.
Cetățeanul atenian Euthias s-a situat în fruntea celor revoltați de comportamentul frumoasei Phryne și a adus-o în fata Areopagului. A fost acuzată că încalcă legile ateniene, ea fiind metecă, straină, că sfidează zeii, că a creat o organizație religioasă secretă ce se întrunea în casa ei. A fost acuzată de împietate, întrucat, cu prilejul ritualurilor de slăvire a Afrroditei, reproducea legenda nașterii zeiței din spuma mării prin spectaculoasa ei ieșire, goală, din mare. A fost aparată de Hyperides, un admirator al hetairei, cu o pledoarie ce s-a încheiat cu gestul acstuia de a-i smulge veșmântul acuzatei și a întrebat completul de judecată: „Cum poate fi condamnatã frumusețea?” Impresionați, judecătorii au achitat-o. Scriitorul grec  Aristogheiton ar fi scris o carte despre ea, dar care nu s-a pastrat. Ea a inspirit și creatori moderni, printre care: sculptorul James Pradier (1792-1852), pictorul și sculptorul Jean Leon Gerome (1824-1904).
Scriitorul Pausanias, istoric și geograf  grec, autorul lucrării Descrierea Eladei, a relatat că a văzut statuia Afroditei, sculptată în marmură, după modelul lui Phryne,în templul lui Eros din Thespiai, locul de proveniență a curtezanei. Se spune că împaratul roman Nero a luat originalul care a disparut la incendierea Romei. S-au realizat multe copii după statuile Afroditei realizate de Praxitele, unul dintre realizatorii copiilor fiind Menodoros. Phryne i-a servit ca model și pictorului Apelles, ajuns la curtea lui Alexandru Macedon, și care a realizat un tablou inspirit de frumosa beoțiană, devenită hetaera la Atena.